# 云南省公安厅
云南省公安厅是云南省人民政府组成部门，负责领导、管理云南省的公安保卫工作，接受云南省人民政府和中华人民共和国公安部的双重领导。

## 历史沿革
光绪三十二（1906）年，清朝官制改革，巡警部改为巡警司，隶属民政部。各省巡警总局或警察总局一律裁撤，改设巡警道，为全省警务中枢。巡警道下设警务公所。宣统二年(1910)，云南警察总局改为云南警务公所。民国元年(1912)，道所俱废，设云南省会警察厅，秦光第任厅长。1916年，省设云南省警务处，省会警察厅厅长秦光第兼任处长。1921年，朱德接任，翌年初离滇赴沪。民国二十八年(1939)七月，云南省政府将云南省会警察局改组，设立云南省警务处，直属省府，为全省警察行政最高机关，任命李鸿谟为处长，兼省会警察局局长。1949年云南全面接管，设立省公安厅，坐落景星街上原昆明市政府与昆明市警察局地址上。